# Besleria flava
Besleria flava är en tvåhjärtbladig växtart som beskrevs av Conrad Vernon Morton. Besleria flava ingår i släktet Besleria och familjen Gesneriaceae. Inga underarter finns listade i Catalogue of Life.